# (55735) Magdeburg
(55735) Magdeburg (1987 QV) – planetoida z pasa głównego asteroid okrążająca Słońce w ciągu 4,23 lat w średniej odległości 2,61 j.a. Odkryta 22 sierpnia 1987 roku.